# Tipanea
Tipanea (grec antic: Τυπάνεια, Τυπανέαι o Τυμπανέαι) era una ciutat de Trifília, a l'Èlida, esmentada per Estrabó juntament amb Hípana.
Va ser ocupada per Filip V de Macedònia durant la guerra social. Estava situada a les muntanyes de l'interior del país, però el seu lloc exacte no es coneix; podrien ser unes ruïnes pròximes de Platianà. També s'ha suposat que podria ser l'antiga ciutat d'Èpion, que Homer esmenta al Catàleg de les naus, o estar situada al cim del turó de Makrysia.